# Autoroute A66 (France)
Pour les articles homonymes, voir A66.
L'autoroute A66 (dite « L'Ariégeoise ») est une autoroute qui relie entre elles les villes de Villefranche-de-Lauragais et Pamiers, respectivement dans les départements français de la Haute-Garonne et de l'Ariège. Plus largement, cette voie permet de relier Toulouse au département de l'Ariège en évitant le transit sur la route nationale 20.
Au nord, elle démarre à partir de l'autoroute A61, à 30 km de l'agglomération toulousaine en direction de Carcassonne. Au sud, elle aboutit sur la route nationale 20, qui se prolonge en voie rapide à chaussées séparées de Pamiers vers Foix, jusqu'à Tarascon-sur-Ariège. Elle est longue de 39 km.
Décidée à la fin des années 1980, inaugurée en 2002 après trois ans de travaux, l'autoroute A66 s'inscrit dans l'axe Paris - Orléans - Limoges - Toulouse - Barcelone et prolonge ainsi l'autoroute A20, dont elle portait le nom durant la phase préparatoire du projet, bien qu'éloignée au minimum de 75 km. Elle permet de délester la route nationale 20 du trafic en provenance et à destination de l'Ariège, et facilite les échanges entre ce département et Toulouse, ainsi que vers la principauté d'Andorre. Son trafic demeure faible.
Il s'agit d'une autoroute concédée, exploitée par la société ASF (« zone Centre »), filiale du groupe Vinci Autoroutes. Radio Vinci Autoroutes (107.7 FM) fonctionne sur l'A66.

## Histoire

### Genèse

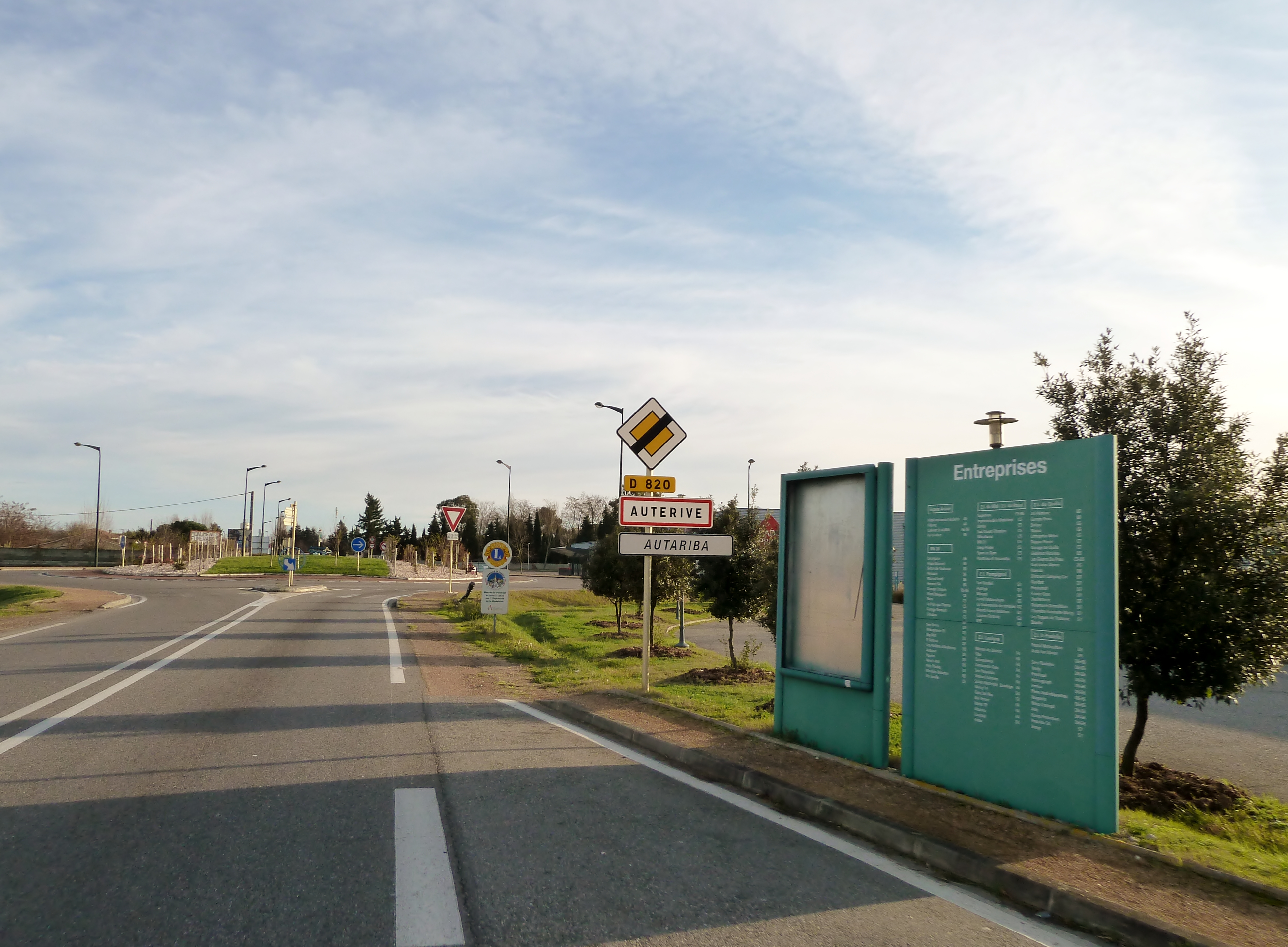
Entrée de l'ancienne route nationale 20 à Auterive (Haute-Garonne), au sud de Toulouse.

L'idée d'une liaison autoroutière reliant Toulouse à l'Ariège naît dans les années 1980. Elle est formellement évoquée à l'occasion du Comité interministériel d'aménagement et de développement du territoire du 17 novembre 1988 qui formalise l'objectif d'une autoroute entre Toulouse et Pamiers. À l'époque, le principe retenu est celui d'une voie doublant la route nationale 20 en suivant le même axe et en se greffant à l'agglomération toulousaine en rive gauche de la Garonne.
Les schémas directeurs routiers nationaux de 1990 et 1992 intègrent donc le principe de la liaison autoroutière à leurs priorités, motivés par la nécessité d'un renforcement des liaisons avec l'Espagne, évaluant la longueur d'infrastructure à réaliser à 57 km, soit la distance séparant Portet-sur-Garonne de Pamiers,. Le projet doit aussi contribuer à l'émergence d'un itinéraire alternatif à la Vallée du Rhône pour rallier le sud de l'Europe, et au développement du tourisme régional. Ce dernier point constitue l'un des quatre enjeux identifiés pour motiver la concrétisation du projet autoroutier dans le dossier d'enquête préalable à la déclaration d'utilité publique en 1994, avec l'achèvement de la liaison internationale Paris - Limoges - Toulouse - Espagne, la sécurisation et la modernisation de la route nationale et le désenclavement de l'Ariège.
Le projet est officiellement lancé en 1994. La déclaration d'utilité publique est prononcée en 1996, par décret en date du 29 juillet.
Le tracé définitif est finalement arrêté début 1998 : les deux options d'un rattachement à l'autoroute A64 au sud et au nord de Muret sont abandonnées au profit de l'option lauragaise.

### Construction et inauguration
Les travaux de l'autoroute débutent au début de l'été 1999. Le chantier est alors chiffré à 1 900 000 000 francs. Le projet initial prévoit le déblaiement de 4 millions de m3 de déblais et de 4,6 millions de m3 de remblais ; ils sont finalement respectivement de 5,65 et 5,33 millions. Deux demi-échangeurs (Pamiers, Mazères) et une aire de repos sont initialement programmés ; un troisième échangeur à Nailloux, dans un premier temps prévu à plus longue échéance, est finalement ajouté au premier programme en raison de pressions politiques et d'un apport financier important de la part du Conseil général de la Haute-Garonne et d'élus locaux,. La ville de Pamiers contribue en outre au financement de l'échangeur sud.
Une grande partie des matériaux dégagés pour réaliser les remblais laisse la place à des dépressions réaménagées en espace lacustre, près de Mazères, de part et d'autre de la route,. L'emploi novateur de géonattes tridimensionnelles pour lutter contre l'érosion des talus est remarqué.
Les travaux sont réalisés selon le calendrier initialement prévu. Le chantier emploie jusqu'à 800 personnes. Les chaussées et installations fixes sont achevées en 2001. L'autoroute est inaugurée le 27 février 2002 au matin, et la circulation est ouverte le même jour, à 16h30. ASF a finalement investi 234,1 millions d'euros pour sa construction. Le temps de parcours entre Toulouse et Pamiers est réduit de 20 à 35 minutes.

### Aménagements ultérieurs
Réquisitionnées pour l'entreposage des matériaux durant le chantier, les aires de repos de Mazères et Rosefond, situées sur le territoire de la commune de Mazères, sont ouvertes au milieu de l'année 2002.

## Géographie

### Description générale
L'autoroute A66 traverse 11 communes, réparties dans deux départements, la Haute-Garonne (7 communes) et l'Ariège (4 communes). En outre, elle passe tout près du département de l'Aude (1,2 km du territoire communal de Molandier), sans y pénétrer.
Son branchement avec l'A61 se fait sur le territoire des communes de Montesquieu-Lauragais et Vieillevigne. Au sud, elle s'accroche à la RN 20 sur le territoire communal de Pamiers.
Elle compte 4 échangeurs et deux aires de repos.

### Parcours

#### A66
Section concédée à ASF et payante (sauf entre les sorties 4 à 4a).  (L'Ariégeoise)
- Échangeur entre A61 et A66 : Toulouse, Carcassonne, Montpellier, Barcelone, Perpignan (A9)
  -   Limitation à 130 km/h.
- 1 Nailloux à 5 km : Auterive, Montgiscard, Nailloux

Passage du département de la Haute-Garonne à celui de l'Ariège
- Aires de repos de Mazères (sens  Toulouse-Pamiers),  de Rosefond (sens Pamiers-Toulouse)

Passage du département de l'Ariège à celui de la Haute-Garonne

Passage du département de la Haute-Garonne à celui de l'Ariège
- 2 Mazères à 26 km : Saverdun, Mazères, Auterive
- Péage de Pamiers
- 3 Pamiers - nord à 36 km : Pamiers (demi-échangeur)
- 4/4b Z. A. de Pic à 38 km : Z. A. de Pic
- 4a Saverdun (RN 20) à 38 km : Toulouse, Saverdun par RD (demi-échangeur)

 Au-delà, l'A66 est prolongée par la route nationale 20, vers Foix, Andorre-la-Vieille, Pamiers, Bourg-Madame, Ax-les-Thermes, Tarascon-sur-Ariège, aménagée en voie rapide sur environ 35 km supplémentaires jusqu'à Tarascon-sur-Ariège.

#### RN 20

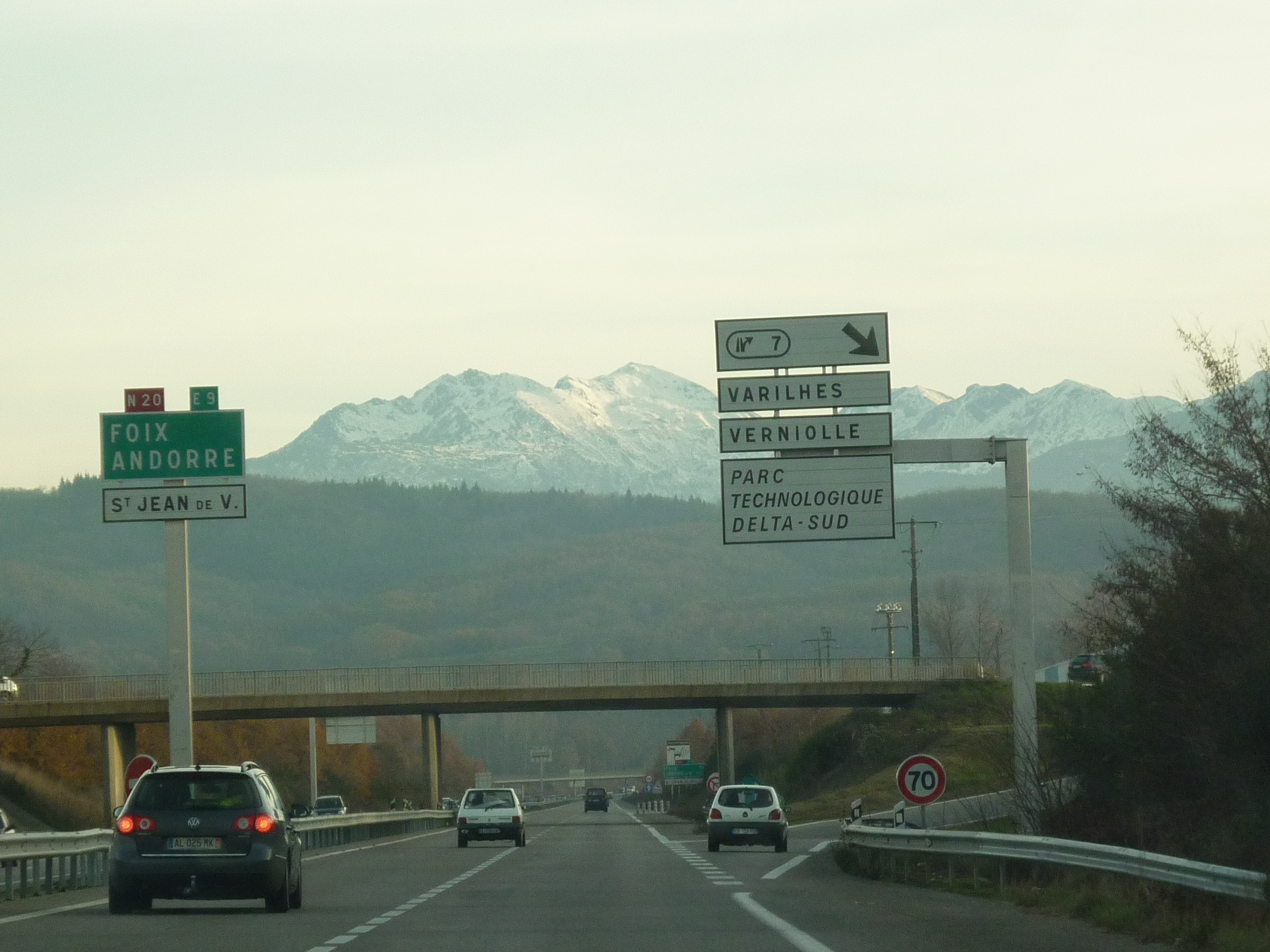
En Ariège, sortie 7 vers Varilhes.

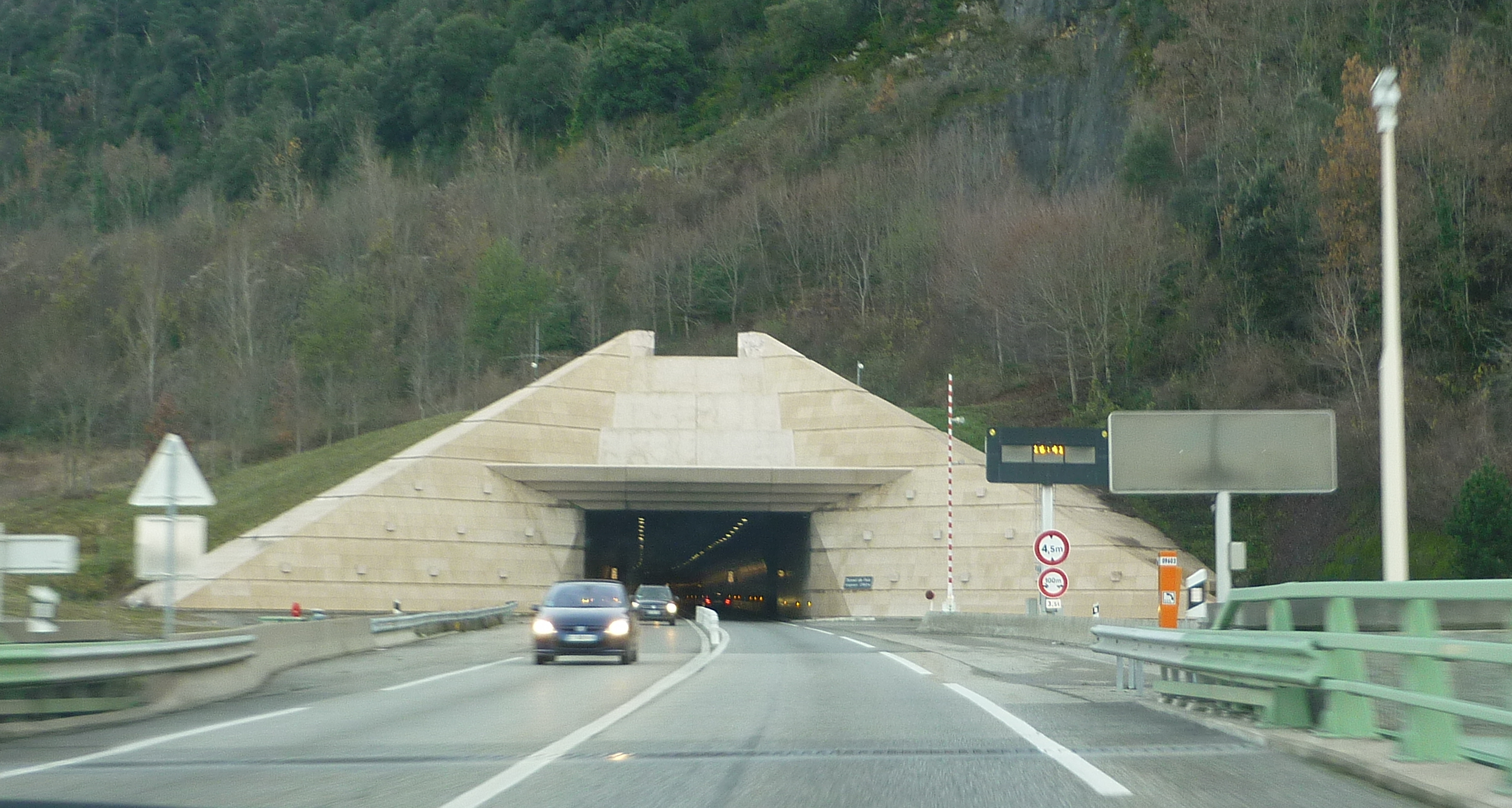
Entrée nord du tunnel de Foix.

- Limitation à 110 km/h.
- 5 Pamiers - centre : Pamiers, Belpech
- 6 Pamiers - sud : Pamiers, Mirepoix
- 7 Verniolle : Varilhes, Verniolle, Mirepoix, Carcassonne
- 8 Varilhes : Varilhes
- 9 Saint-Jean-de-Verges : Saint-Jean-de-Verges,  Centre hospitalier
- 10 Foix - nord : Foix, Saint-Jean-de-Verges, Saint-Girons, Tarbes
  -   Rétrécissement à 2 × 1 voies Limitation à 80 km/h.
  -  Limitation à 70 km/h.
- Tunnel de Foix
  -  Limitation à 80 km/h.
- 11 Foix - sud : Montgailhard, Foix, Saint-Girons, Tarbes
  -     Limitation à 110 km/h.
- 12 Saint-Paul-de-Jarrat : Saint-Paul-de-Jarrat, Montgailhard, Lavelanet, Perpignan
- 13 Montoulieu : Montoulieu, Prayols
- 14 Mercus-Garrabet : Mercus-Garrabet, Arignac, Amplaing
  -  Limitation à 90 km/h.
  -   Rétrécissement à 2 × 1 voies Limitation à 70 km/h.
  -  Limitation à 50 km/h.
- Carrefour giratoire entre RN 20, RD 618 (Surba, Saurat, Massat, Grotte de Bedeilhac, Col de Port) et RD 23 (Banat, Gourbit)

### Ouvrages d'art
L'autoroute compte 67 ouvrages courants et 2 ouvrages importants (le franchissement du canal du Midi et de l'Hers-Vif, ce dernier atteignant 122 m de long). Chacun des éléments a fait l'objet d'un concours d'architecture ; les deux ouvrages d'art majeurs ont été réalisés par l'agence Berlottier. Le parcours totalise 29 ouvrages routiers, un pont ferroviaire, trois passages agricoles.

### Paysages et terroirs

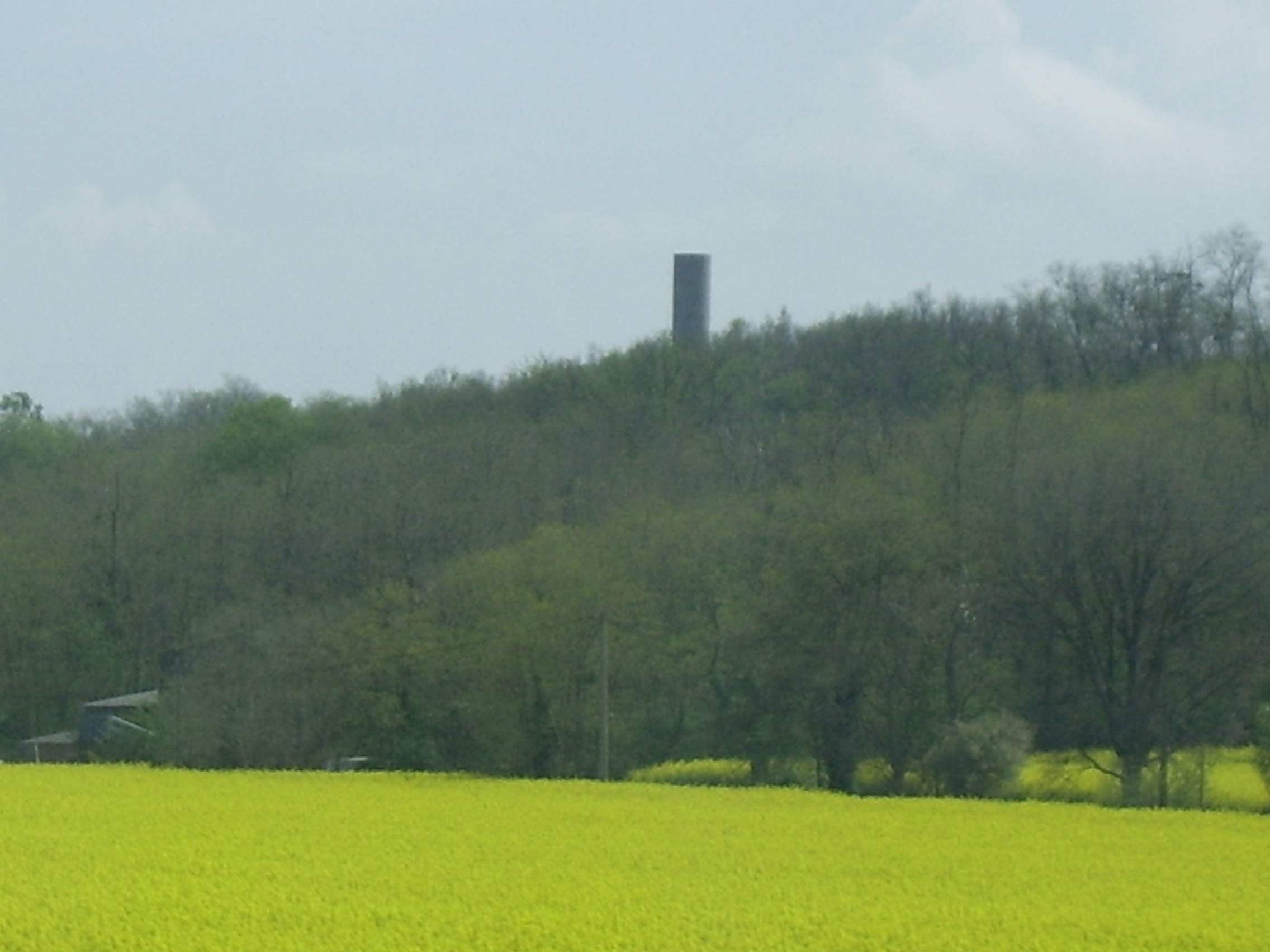
Les hauteurs de la butte de Montaut, depuis l'A66.

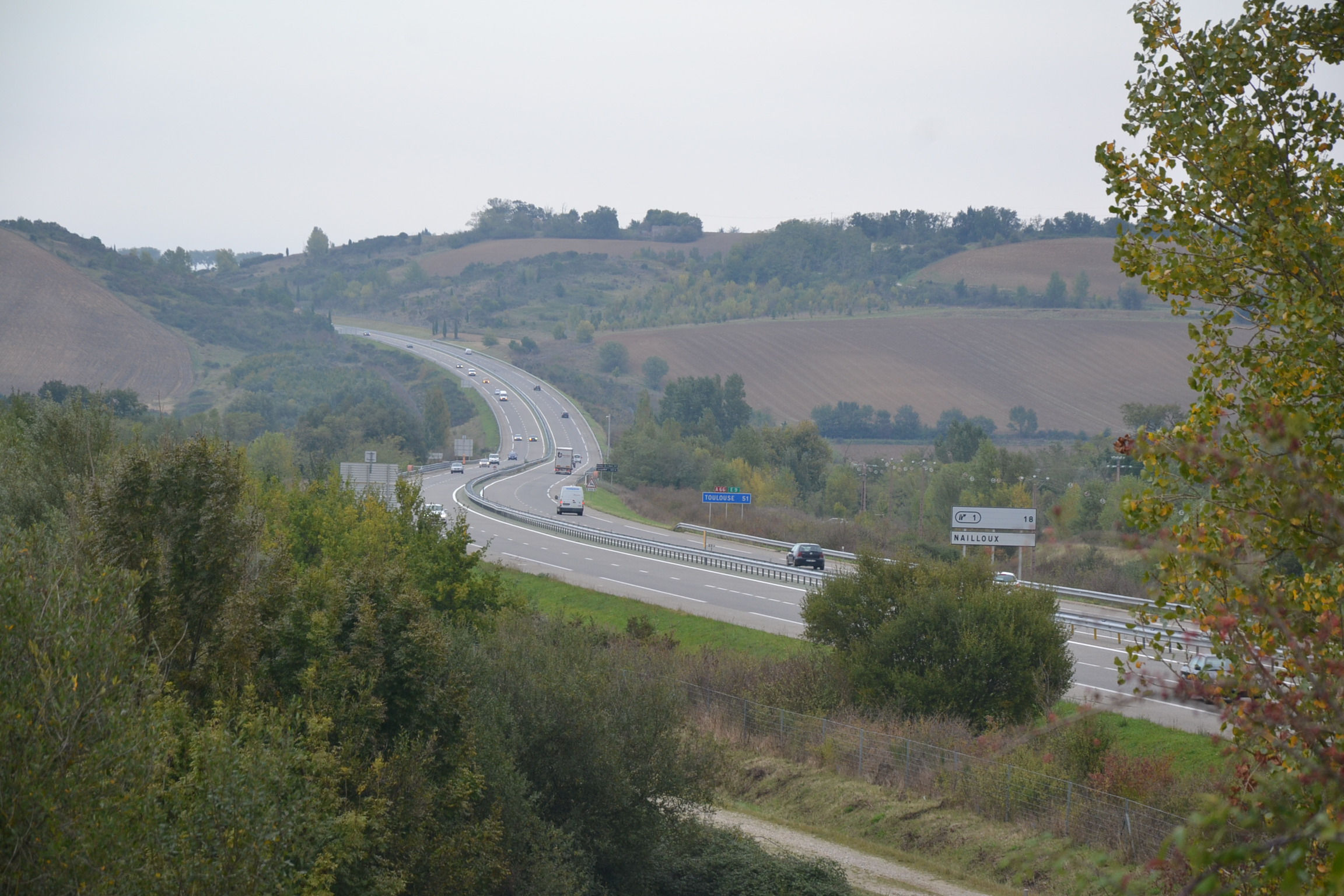
La rampe permettant la transition entre plaine ariégeoise et Lauragais, près de Mazères.

Le parcours de l'A66 traverse deux types de paysages bien marqués et distincts, correspondant presque exactement aux deux départements : au nord, en Haute-Garonne, un paysage de collines marquées et régulières, propre au Lauragais et à la Piège, ponctué par la vallée de l'Aïse, et au sud, en Ariège, une plaine irriguée et caillouteuse (dite plaine d'Ariège ou basse vallée de l'Ariège), prolongement de la plaine toulousaine.
À son commencement au nord, l'A66 quitte la plaine centrale du Lauragais (où coulent alors l'Hers-Mort et le canal du Midi), à environ 160 m d'altitude en moyenne, pour gagner rapidement les collines du Lauragais entre lesquelles elle serpente, suivant les courbes de niveau, alternativement juchée en crête ou établie dans les talwegs, entre 200 et 275 m d'altitude. Le passage du Lauragais à la plaine ariégeoise se fait au nord de Mazères, par une rampe proposant un panorama sur la vallée et les premières cimes pyrénéennes. L'autoroute finit son parcours à travers la plaine au relief plan, passant au pied de l'unique accident du terrain à proximité, la butte de Montaut, vestige d'une ancienne terrasse épargnée par l'érosion.
L'ensemble du territoire traversé est d'ambiance agricole. 70 % de la surface de la basse vallée ariégeoise est ainsi dévolu à la culture du maïs et des plantes irriguées, tandis que le Lauragais, très peu boisé, est dominé par les grandes cultures céréalières (blé, tournesol, chanvre), exploitées sur de grandes à très grandes parcelles. Le tracé de l'autoroute respecte autant que possible les courbes naturelles du paysage collinéen ; en cela le souci de recourir à des terrassements arrondis a été respecté,.
L'architecture traditionnelle, typique du Midi toulousain, est dominée par l'usage de la brique rouge, dans les bâtiments religieux, civils et agricoles (gros corps de fermes isolés). Ainsi, les principales églises visibles depuis l'autoroute (Saint-Jacques de Montesquieu-Lauragais, Saint-Abdon-et-Saint-Sennen de Mazères, Saint-Blaise de Villeneuve-du-Paréage, clochers de Pamiers comme la tour des Cordeliers ou la cathédrale Saint-Antonin) offrent toutes la vision de hauts clochers, en tour ou clochers-murs, construits en brique. Quelques moulins à vent dominent les crêtes exposées du Lauragais, aujourd'hui relayées par des parcs éoliens.
La préservation des haies et rares espaces boisés dans un espace de pression agricole et résidentielle constitue l'un des principaux enjeux environnementaux. Plusieurs entités de protection environnementale sont affectées par le tracé de l'autoroute et ont comme objectif de concilier les usages en protégeant au maximum les milieux les plus fragiles. Parmi ces espaces, figurent plusieurs ZNIEFF protégeant une zone de prairies humides agricoles à Nailloux, les ripisylves de l'Hers, les étangs de Mazères, créés avec les déblais liés au chantier de l'autoroute, ou encore la basse plaine de l'Ariège et de l'Hers.

## Impacts

### Impact socio-économique

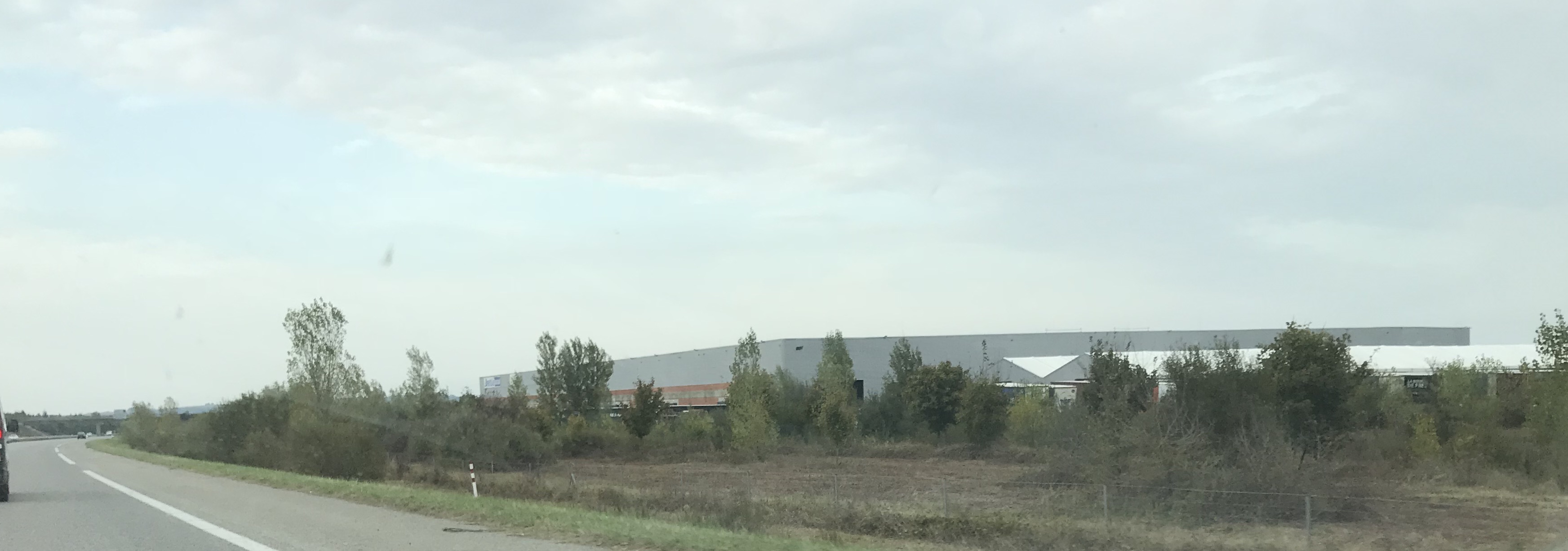
Bâtiments de l'entreprise Denjean, à Mazères, au bord de l'autoroute.

La mise en place de l'autoroute a été soutenue par les collectivités traversées du fait des perspectives qu'un rapprochement de l'aire urbaine toulousaine pouvait susciter pour l'Ariège. Le développement des zones d'activités de Gabrielat et de Pic à Pamiers, la construction d'un centre logistique du transporteur Denjean à Mazères ou encore l'implantation d'un « Village des marques » (400 emplois) à Nailloux sont liés à l'arrivée de l'autoroute,,,.
La réalisation de l'A66 a également été soutenue par les stations de sports d'hiver ariégeoises, du fait de l'amélioration de leur accessibilité depuis l'agglomération toulousaine que l'ouverture de l'infrastructure a permise. À l'inauguration en 2002, les stations d'Ax 3 Domaines et du Plateau de Beille ont mis en place une promotion en vendant des forfaits couplés avec un trajet retour offert par ASF,.
Parfois constaté dans d'autres contextes, le déclin commercial des zones desservies par l'ex-route nationale 20 n'est pas constaté, du fait de la dynamique démographique positive de ce territoire en voie de périurbanisation et d'intégration à l'aire urbaine de Toulouse. Parallèlement, plusieurs communes rurales de Haute-Garonne ont vu leur population fortement augmenter avec l'arrivée de l'autoroute, qui les a rapprochées de Toulouse et a donc facilité l'installation de nouveaux résidents travaillant dans la capitale régionale (Nailloux : + 200 % entre 1999 et 2015, record départemental absolu),.

### Impacts environnementaux

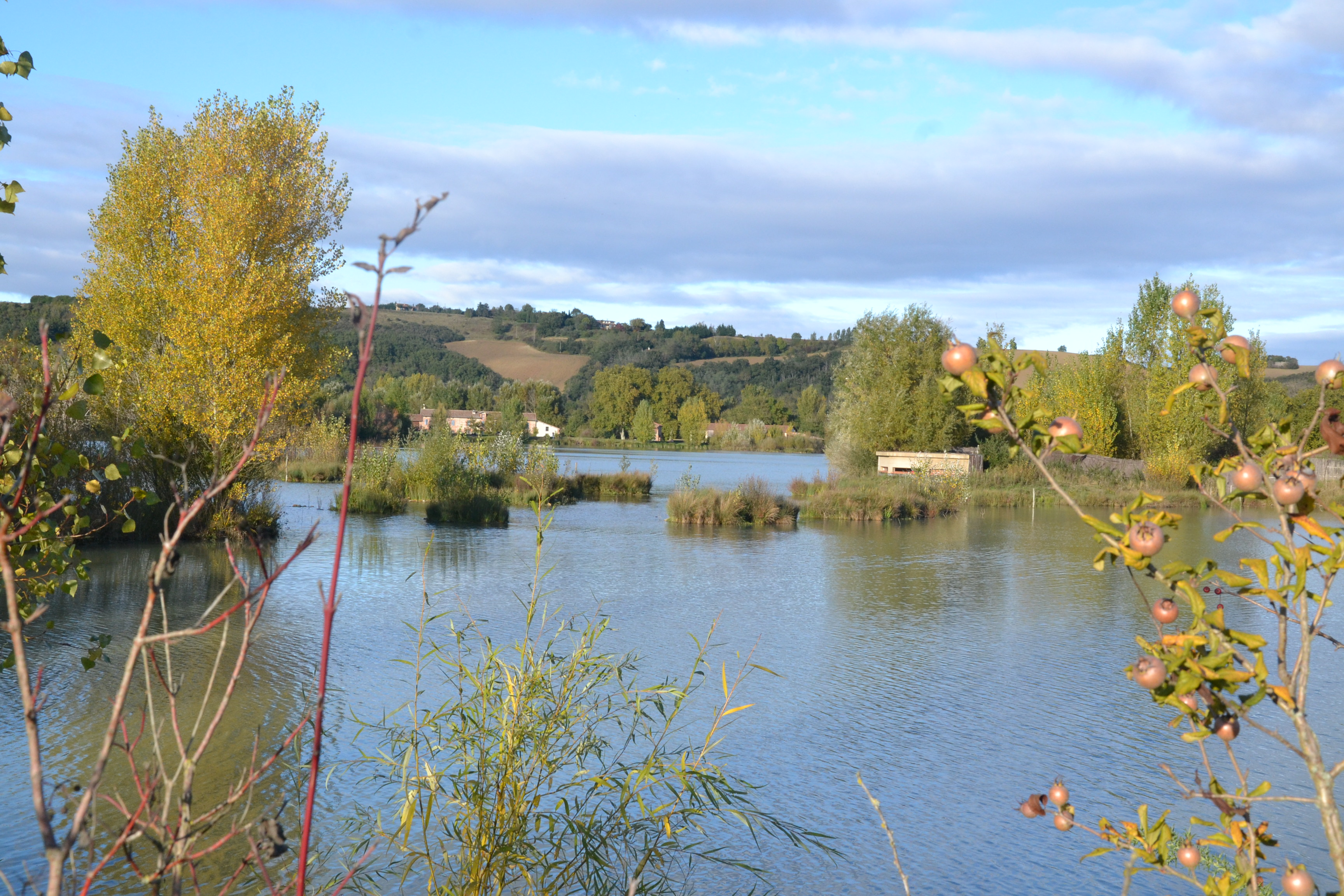
Vue partielle du Domaine des oiseaux, aménagé dans d'anciennes gravières générées par le chantier de construction de l'A66.

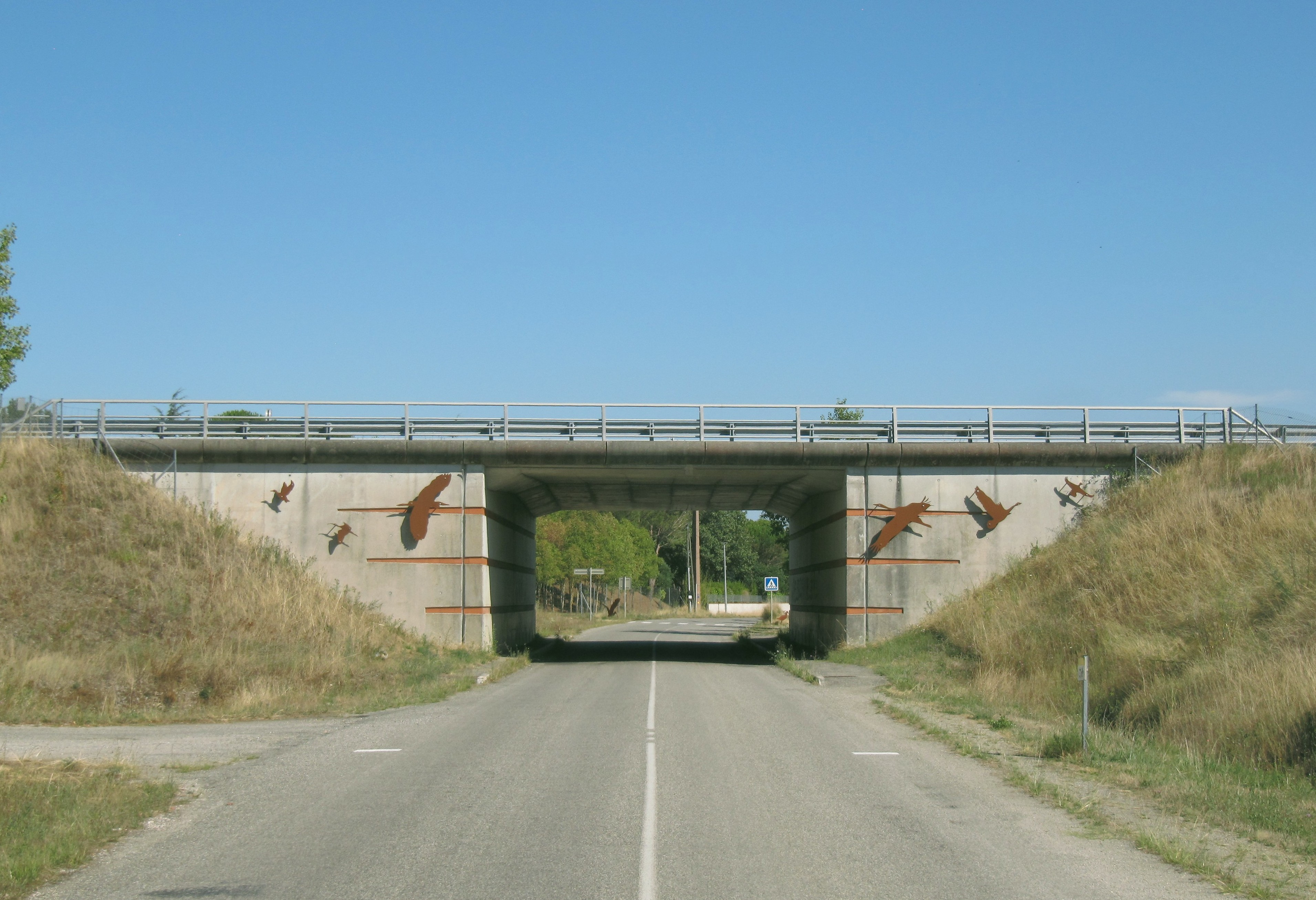
Pont portant l'A66 sur la RD 11 à Mazères (Ariège) illustrant le domaine des oiseaux.

La réalisation de l'A66 s'est accompagnée de mesures environnementales destinées à préserver l'intégrité des milieux fragiles et de la qualité de la ressource en eau, en surface et dans la nappe phréatique. Des reboisements de rives, des reconstitutions de méandres ont permis de se prémunir des effets négatifs de l'infrastructure. Les études menées sur les eaux souterraines jusqu'en 2006 ont permis de déterminer l'absence d'altération de leur qualité. 
Des crapauducs et passages pour la grande faune ont été installés. Les fosses de dissipation destinées à accueillir les eaux de la plate-forme autoroutière constituent en outre des spots de biodiversité notables. La mise en eaux des déblais de Grévilloux, à Mazères, effectuée dans le cadre du programme « 1% Paysage et Développement », cofinancé par ASF, a également permis de créer un espace de forte hospitalité pour l'avifaune notamment, pour sa reproduction ou ses haltes lors des phases de migration, accueillant des espèces rares dans la région (bécasseau tacheté, outarde canepetière). Le site, nommé « Domaine des oiseaux », a fait l'objet d'un aménagement paysager et touristique (espace d'interprétation, restaurant, cheminements, mini-ferme avicole).
La construction de l'autoroute au cœur d'une zone agricole en partie intensive, a même permis de restaurer la qualité écologique de certains espaces en créant de véritables corridors biologiques le long de l'axe.

## Trafic

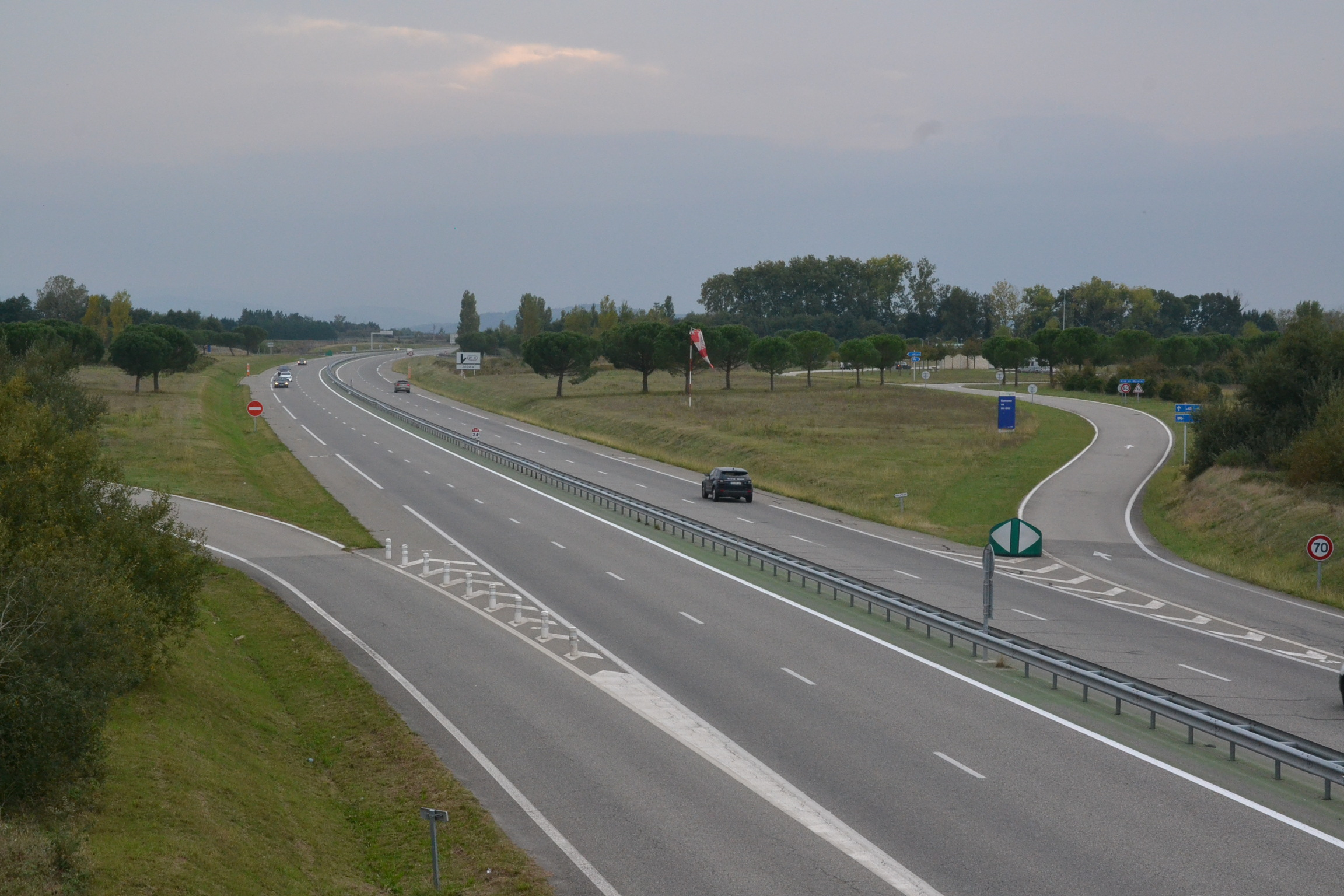
Une autoroute à faible trafic.

### Fréquentation
Le trafic prévisionnel est évalué à 8 500 véhicules journaliers, ce qui est inférieur au seuil de rentabilité de 10 000 véhicules.
Sur la période 2003-2013, le trafic a augmenté de 3,1 % par an pour l'ensemble des véhicules (2,6 % pour les poids-lourds). En 2013, il atteint une moyenne de 9 983 véhicules journaliers sur la section Mazères-Nailloux, et 9 200 sur la portion Pamiers-Mazères (chiffres équivalents au trafic sur la route départementale 119 entre Pamiers et Mirepoix, sur la route départementale 625 entre Lavelanet et Laroque-d'Olmes ou sur la RN 20 à l'entrée nord d'Ax-les-Thermes, dans le même département). Au raccordement avec la RN20 à Pamiers, le trafic bondit alors à 21 912 véhicules journaliers.
Le bilan LOTI admet que les chiffres de fréquentation sont inférieurs aux prévisions de 25 % au nord, et 40 % au sud, les expliquant ainsi :
- une surestimation du trafic global entre Toulouse et Pamiers ;
- une surestimation de l'augmentation des trafics locaux ;
- l'amélioration des caractéristiques techniques de l'ancienne RN 20 (renommée RD 820), qui en 2025 est quasi intégralement aménagée en voie rapide sur les 13 km reliant Portet-sur-Garonne à Vernet, soit un quart du parcours de la route jusqu'à Pamiers, et qui a été déviée par ailleurs pour ne plus passer dans le centre-ville de plusieurs communes parmi les plus importantes qu'elle desservait jusqu'alors, comme Saverdun (4 600 habitants). La modernisation d'un axe dévié par une autoroute apparaît ainsi contraire aux tendances généralement observées, consistant plutôt en une réduction de la vitesse de circulation sur l'axe historique[L 8] ;
- de la suspension des travaux de prolongement de la voie rapide vers Andorre, qui s'arrête à Tarascon-sur-Ariège, rendant impossible l'« effet réseau » imaginé en 2002, et incitant probablement certains véhicules à préférer le détour par l'A61 puis l'A9 pour rejoindre l'Espagne[L 3],[L 8].

### Tarifs
Proposé à 3,90 € à l'inauguration en 2002, le tarif du péage s'élève en 2018 à 5,50 €, soit un passage de 6,09 à 8,23 centimes le kilomètre, ce qui en fait la 23e autoroute la plus chère de France à cette date, sur un total de 39 liaisons évaluées.

### Gestion
L'autoroute est rattachée à la direction régionale d'exploitation d'Agen, et gérée par le district ASF de Midi-Toulousain, qui exploite également la partie de l'A61 située entre Toulouse et Castelnaudary. Un point d'appui a été aménagé à Mazères.

## Futur

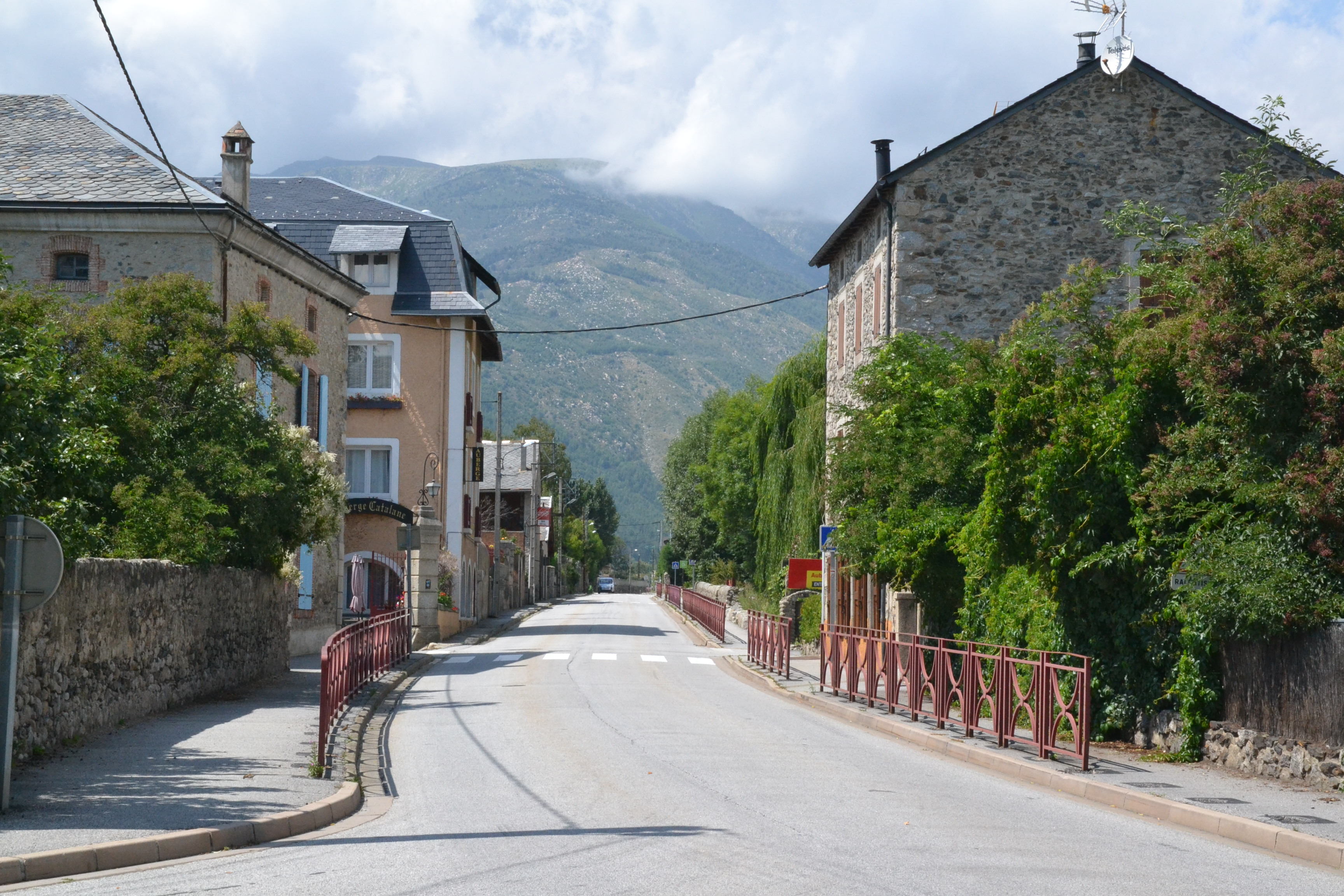
Le doublement de la route nationale 20 de Tarascon-sur-Ariège à la frontière espagnole, via Latour-de-Carol (photo), constituerait le prolongement de l'autoroute A66 vers le sud.

La nationale 20, qui est aménagée en 2×2 voies de Pamiers à Tarascon-sur-Ariège via Foix, devait être mise aux normes autoroutières, prenant ainsi le nom de cette même autoroute A66, conformément aux promesses formulées dans les années 1990. Le projet a cependant été ajourné au début des années 2000, du fait de contraintes techniques et financières et de l'opposition des habitants de Cerdagne.
En 2008, le projet d'une autoroute reliant Toulouse à Barcelone à l'horizon 2020 est évoqué par le chef du gouvernement andorran Albert Pintat Santolària et le président du conseil général de l'Ariège, Augustin Bonrepaux. Ils entendent voir l'A66 atteindre la frontière espagnole au niveau de Puigcerdà et rejoindre l'Autoroute espagnole C-16 en direction de Barcelone, moyennant un soutien financier de l'État. En décembre de la même année, motivé par une étude d'Egis Mobilité, le Département de l'Ariège demande au gouvernement français de lancer une étude de faisabilité technique et une étude financière, en cela soutenu par le Conseil économique, social et environnemental régional de Midi-Pyrénées, justifiant ce projet par les avantages économiques, budgétaires, sécuritaires et environnementaux qu'il comporterait. Les réflexions portant sur l'éventualité d'une autoroute bâtie à flanc de montagne en amont de Tarascon n'ont pas abouti, confrontées aux aléas budgétaires et à l'opposition d'une partie de la population (association Stop Autoroute Haute Ariège), en dépit du soutien de nombreux élus locaux.
Le projet est relancé en 2016,.